# Oregon City
Oregon City és una ciutat i seu del comtat de Clackamas a l'estat d'Oregon dels Estats Units d'Amèrica.

## Demografia
Segons el cens del 2009 Oregon City tenia 31.826 habitants.
En el cens del 2000 tenia 25.754 habitants, 9.471 habitatges, i 6.667 famílies. La densitat de població era de 1.221,6 habitants per km².
Dels 9.471 habitatges en un 36,6% hi vivien nens de menys de 18 anys, en un 53% hi vivien parelles casades, en un 12,3% dones solteres, i en un 29,6% no eren unitats familiars. En el 22,4% dels habitatges hi vivien persones soles el 7,8% de les quals corresponia a persones de 65 anys o més que vivien soles. El nombre mitjà de persones vivint en cada habitatge era de 2,62 i el nombre mitjà de persones que vivien en cada família era de 3,06.
Per edats la població es repartia de la següent manera: un 27% tenia menys de 18 anys, un 10,3% entre 18 i 24, un 32,5% entre 25 i 44, un 20,5% de 45 a 60 i un 9,7% 65 anys o més.
L'edat mediana era de 33 anys. Per cada 100 dones de 18 o més anys hi havia 94,7 homes.
La renda mediana per habitatge era de 45.531$ i la renda mediana per família de 51.597$. Els homes tenien una renda mediana de 38.699$ mentre que les dones 29.547$. La renda per capita de la població era de 19.870$. Aproximadament el 6,5% de les famílies i el 8,9% de la població estaven per davall del llindar de pobresa.

## Poblacions properes
El següent diagrama mostra les poblacions més properes.